# Weekend Update
Weekend Update es un sketch de Saturday Night Live y un programa de noticias satírico que comenta y parodia eventos recientes. Es el sketch recurrente de mayor duración del programa , ya que ha estado en emisión desde la primera transmisión del programa y generalmente se presenta en el medio del programa inmediatamente después de la primera presentación musical. Históricamente, uno o dos de los integrantes del elenco desempeñan el papel de presentador de noticias, presentando noticias mordazas basadas en eventos actuales y actuando como anfitriones de editoriales, comentarios u otras actuaciones ocasionales de otros miembros del elenco o invitados. En los tiempos modernos, se eligen presentadores dedicados entre el personal de redacción, a menudo escritores principales, en lugar del elenco. Chevy Chase ha dicho que Weekend Update, que comenzó como presentador en 1975, allanó el camino para programas de noticias cómicos como The Daily Show y The Colbert Report.

## Historia

### Weekend Update (1975-1981)

#### Chevy Chase (1975-1976)
Weekend Update fue creado por el presentador original Chevy Chase y los escritores de SNL Herb Sargent y Al Franken,  y apareció en la primera transmisión del programa el 11 de octubre de 1975. Chase popularizó varios eslóganes durante el segmento, como su saludo "I'm Chevy Chase... and you're not" (Soy Chevy Chase... y tú no, en español); y su repetido anuncio de que "el Generalísimo Francisco Franco sigue muerto". Los segmentos de Weekend Update frecuentemente comenzaban con Chase teniendo una conversación íntima con alguien por teléfono, sin saber que estaba "en el aire". Chase terminaba cada segmento con lo que se convirtió en su eslogan característico: "That's the news...good night, and have a pleasant tomorrow" ("Esa es la noticia... buenas noches y que tengas un agradable mañana").
Además, Garrett Morris parodió la práctica de insertar una imagen de una persona dando la noticia en lenguaje de señas para personas con discapacidad auditiva. Chase lo anunciaba como el presidente de la Society for The Hard of Hearing; luego Chase repetía la historia mientras Morris simplemente se tomaba la boca y gritaba el titular.

#### Jane Curtin (1976-1980)
Jane Curtin sustituyó a Chase durante la temporada 2 en algunos programas debido a una lesión de Chase. Posteriormente, ella lo reemplazó cuando él se fue en el otoño de 1976. Curtin permaneció como presentadora hasta el final de la temporada 5 en 1980. Terminó la temporada 2 en solitario, pero luego fue emparejada con Dan Aykroyd (1977-1978) y Bill Murray (1978-1980) como copresentadores, y Aykroyd fue "ascendido" a "Director de estación" en septiembre de 1978.
Una característica frecuente de Weekend Update durante este tiempo fue "Point/Counterpoint", una parodia del entonces actual segmento de 60 minutes del mismo nombre con James J. Kilpatrick y Shana Alexander. La versión de SNL presentaba a Curtin y Aykroyd como polemistas, cada uno de los cuales lanzaba ataques personales contra el otro y sus posiciones; un patrón común era que Aykroyd anunciara el tema, seguido de Curtin haciendo una declaración de apertura, con Aykroyd respondiendo "Jane, puta ignorante" y Curtin respondiendo "Dan, idiota pomposo".        
Otras características populares fueron John Belushi dando editoriales que generalmente terminaban con él volviéndose frenético y diciendo: "But noooooo...." Cuando Curtin intentaba calmarlo, Belushi rápidamente le levantaba el puño y gritaba: "Don't push me, Curtin!". También se incluyó el personaje de Gilda Radner, Emily Litella, quien era propensa a malinterpretar temas (lo que la llevó a presentar editoriales sobre cosas como la Enmienda de los Derechos del Águila) y no ser consciente de su error hasta que Curtin la corrigiera, después de lo cual Litella alegremente decir "No importa". Más tarde, Litella fue reemplazada por otro personaje de Radner: la reportera de asuntos del consumidor Roseanne Roseannadanna, quien intentaba responder la pregunta de un espectador, pero finalmente se desviaba hacia una historia gráfica que involucraba alguna función corporal grosera, a menudo presentando una interacción con una figura famosa que Curtin finalmente haría. interrumpa, señalándole lacónicamente: "Roseanne, me estás enfermando". Durante el mandato de Curtin como presentadora, abrió cada segmento con el inicio de sesión "Here now, the news" ("Aquí ahora, las noticias") de Roger Grimsby y cerró con la cita de cierre de Chase "Esas son las noticias. Buenas noches y que tengas un mañana agradable".

#### Charles Rocket (1980-1981)
Charles Rocket (más tarde asociado con Gail Matthius) fue presentador durante el mandato de una temporada (1980-1981) del nuevo productor ejecutivo Jean Doumanian. Rocket se destaca por ser el único presentador de Weekend Update que tiene experiencia como presentador de noticias real, ya que se desempeñó como presentador en KOAA-TV en Pueblo, Colorado, bajo su nombre de nacimiento Charles Claverie y en WTVF Nashville bajo el nombre Charles Kennedy.
La última aparición de Rocket fue en el penúltimo episodio de la temporada, que se emitió el 7 de marzo de 1981 y fue presentado por Bill Murray. Para ese episodio, Weekend Update recibió un nombre único y cambió a "Saturday Night NewsLine"  y presentó tres segmentos:  edición científica, presentada por el Dr. Jonathan Lear (Mark King), corresponsal de arte y ocio Bill Murray y noticias de Rocket. Rocket despedía cada semana diciendo "Good night and watch out" ("Buenas noches y cuidado").
Antes del episodio final de la temporada, Jean Doumanian y la mayor parte del elenco, incluido Rocket, fueron despedidos. Chase presentó el último episodio y condujo Weekend Update, como lo había hecho en sus apariciones anteriores como presentador.

### "SNL NewsBreak" (1981-1982)
El puesto de presentador cambió de manos con frecuencia durante la conducción de Dick Ebersol como productor ejecutivo del programa desde 1981 a 1985. Brian Doyle-Murray formó equipo primero con Mary Gross, luego trabajó en solitario durante tres meses y luego regresó con Gross durante un mes más antes de finalmente formar equipo con Christine Ebersole por el resto de la temporada. Doyle-Murray despedía cada semana con "Good night, and good news".

### "Saturday Night News" (1982-1985)
Brad Hall se hizo cargo de la redacción del retitulado "Saturday Night News" en 1982 durante la mayor parte de la temporada de 1983. En la temporada de 1983, comenzó a firmar con la frase "Thanks for coming out in the rain!". Hall fue retirado de la posición de ancla a mitad de la temporada 1983-84. Durante el resto de la temporada, y hasta la siguiente, no hubo presentadores regulares: tanto los miembros del elenco como los presentadores invitados de SNL se turnaron en la silla (el propio Hall dejó el programa al final de la temporada 1983-1984). En diciembre de 1984, Christopher Guest se convirtió en el nuevo presentador. Sin embargo, dentro de este período, la transmisión de SNL del 8 de diciembre de 1984 es el único episodio que no presenta el segmento en el programa.

### Regreso al título original (1985-presente)

#### Dennis Miller (1985-1991)
En 1985, Lorne Michaels volvió a producir el programa, trayendo consigo el regreso del nombre de Weekend Update. El nuevo presentador fue Dennis Miller, quien permaneció como presentador del segmento durante seis años, el período más largo para un presentador en solitario. Miller abría los segmentos diciendo "Good evening, and what can I tell ya?" ("Buenas noches, ¿y qué puedo decirles?") y se despedía diciendo "Guess what, folks? That's the news, and I am outta here!" ("¿Adivinen qué, amigos? ¡Esa es la noticia y me voy de aquí!"), Tras ello procedía a escribir cosas en el guion, las cuales algunas decía al aire. Miller abandonó el programa en 1991.

#### Kevin Nealon (1991-1994)
Kevin Nealon asumió el mando con su personaje de "Mr. Subliminal" y como el hombre heterosexual en muchos momentos destacados como "Operaman" y "Cajun Man" (ambos personajes interpretados por Adam Sandler) y también en el personaje de Chris Farley, "Bennett Brauer". Nealon estuvo tres años presentando antes de solicitar su salida, ya que sentía que su tiempo detrás del escritorio se estaba alejando de otras oportunidades de actuación en el programa. Nealon firmó con el lema "I'm Kevin Nealon, and that's news to me" ("Soy Kevin Nealon y eso es una novedad para mí").

#### Norm Macdonald (1994-1997)
Norm Macdonald, a quien Chase llamó "el único otro tipo que hizo [el segmento] divertido", asumió el papel para la temporada 20. Al Franken, cuya historia con SNL se remontaba desde 1975, había estado presionando para reemplazar a Nealon. En consecuencia, Franken abandonó el programa después de perder el puesto de presentador. Aunque Nealon ya no presentó más el segmento, aún permaneció en el programa hasta el final de la temporada 20. Macdonald abría cada segmento con "I'm Norm Macdonald, and now the fake news" ("Soy Norm Macdonald, y ahora las noticias falsas").
Los chistes de Macdonald incluían aquellos que involucraban a Frank Stallone y a los alemanes que amaban a David Hasselhoff. En sus dos últimas temporadas, introdujo otro chiste recurrente en el que leía una noticia y luego grababa una "nota personal" en una grabadora sobre la historia que acababa de leer. Uno de los corresponsales invitados más frecuentes durante la carrera de Macdonald fue Joe Blow (interpretado por Colin Quinn), un obrero que despotricaba sobre las cosas que le molestaban. A menudo incomodaba a Macdonald y siempre preguntaba cuándo "irían a tomar una cerveza juntos", a lo que Macdonald siempre terminaba rechazándolo. Su despedida era frecuentemente "And that's the way it is" ("Y así es como es"), emulando la frase de despedida de Walter Cronkite.
Otro tema común en las bromas de Macdonald fue O.J. Simpson después de su arresto y juicio por asesinato. Por ejemplo, bromeó diciendo que "un OJ Simpson decadente... ha decidido volver a hacer lo que mejor sabe hacer: matar gente", y tras la absolución de Simpson declaró "bueno, finalmente es oficial: el asesinato es legal en el estado de California". El escritor de SNL, Jim Downey, recordó que "Hicimos, como tres años completos, como 60 programas de chistes sobre O.J. seguidos". Macdonald hizo su última aparición como presentador de Weekend Update en diciembre de 1997, después de que el ejecutivo de NBC Don Ohlmeyer, un viejo amigo de Simpson, quien anteriormente le había contado Michaels, para no permitir que su amistad afectara el programa, exigió el despido de Macdonald del segmento, a pesar de la protesta de Michaels de que hacer el cambio a mitad de temporada sería difícil para el programa. Ohlmeyer le dijo a Macdonald que lo despidieron porque no era gracioso. 

#### Colin Quinn (1998-2000)
Macdonald fue reemplazado por Colin Quinn, quien comenzó en el primer episodio después de que Macdonald fuera removido y sirvió durante la temporada 1999-2000. Su primera edición de Weekend Update comenzó con "¿Alguna vez fuiste a un bar y descubriste que tu barman favorito fue reemplazado por un tipo llamado Steve?" Hacía una pausa antes de continuar: "Bueno, soy Steve; ¿qué puedo ofrecerte?". Su despedida, tomada de una canción de Collin Raye, fue: "I'm Colin Quinn, that's my story and I'm sticking to it!" ("¡Soy Colin Quinn, esa es mi historia y me apego a ella!").
Durante la primera mitad de la temporada 1998-1999, Quinn hacía un monólogo previo al escritorio, donde hacía comentarios y despotricaba sobre las noticias más importantes de la semana. Esta función se suspendió después del episodio del 16 de enero de 1999.
Quinn renunció a Weekend Update después de 1999-2000, cuando dejó SNL al final de la temporada. Lideró el segmento durante dos temporadas y media.

#### Jimmy Fallon y Tina Fey (2000-2004)
Durante el verano de 2000, los miembros del elenco audicionaron para ser reemplazos. Entre los candidatos se encontraban los comediantes Kevin Brennan y Jeffrey Ross, además de dos dúos: Ana Gasteyer con Chris Parnell y Jimmy Fallon con la escritora Tina Fey.  Se eligió este último dúo e hicieron su primera aparición al aire en octubre. Fallon terminaba cada segmento lanzando su lápiz a la cámara y vitoreando si lograba acertar. Fey solía despedirse con el "Buenas noches y que tengas un agradable mañana" de Chase y Curtin.
Las características recurrentes de la era Fallon/Fey incluyeron la "Update Door", una puerta a la izquierda del set por donde las celebridades, personificadas por los miembros del elenco de SNL (y en un momento el Land Shark) pasaban para hacer un comentario: un segmento llamado "Terrible ReEnactments", en el que Chris Kattan hacía una recreación intencionalmente mala de una noticia que había ocurrido durante la semana (generalmente la historia involucraba a una celebridad herida); y apariciones regulares del personaje de Drunk Girl de Jeff Richards.
Chris Parnell anunció la introducción de las primeras temporadas. Luego lo siguió la futura copresentadora Amy Poehler.

#### Tina Fey y Amy Poehler (2004-2006)
Fallon se fue para seguir una carrera cinematográfica en 2004 y fue reemplazada por su compañera de reparto Amy Poehler como copresentadora, lo que le dio al sketch su primer equipo presentador de dos mujeres. Fallon se convirtió en el locutor de la introducción del segmento durante esas temporadas.
La temporada 2005-2006 comenzó cuando Poehler regresó a su asiento detrás del escritorio.
El segmento aparece en la película de 2006 El hombre del año en la que Robin Williams aparece en el segmento junto a Poehler y Fey.

#### Amy Poehler y Horatio Sanz (2005)
Fey abandonó temporalmente el programa después de dar a luz a su primer hijo y fue reemplazada brevemente por Horatio Sanz como copresentador (Sanz usó anteojos con montura de concha durante la ausencia de Fey). Fey regresó al programa en octubre para el tercer episodio en vivo de la temporada.

#### Amy Poehler y Seth Meyers (2006-2008)
Después de la partida de Fey, Poehler continuó como copresentador junto con el nuevo copresentador Seth Meyers durante la temporada 2006-2007.  El dúo comenzó una serie de chistes, incluido "Really!?! with Seth and Amy", en los que la pareja arremete contra las celebridades por falta de sentido común. Poehler dejó SNL en el otoño de 2008 para dar a luz a su primer hijo.
Durante la temporada 2007-2008, dos presentadores anteriores regresaron al escritorio de Weekend Update para apariciones únicas: Chevy Chase, como "corresponsal político senior" y Tina Fey, como "corresponsal especial de noticias para mujeres". Women's News fue un segmento activo durante la era Fey/Poehler.  La gobernadora de Alaska, Sarah Palin, también apareció en Weekend Update una vez durante la temporada 2008-09 y terminó el segmento con el tradicional "Buenas noches y que tengas un agradable mañana", cuando Poehler había dejado su asiento para interpretar un "rap de Sarah Palin".

#### Seth Meyers (2008-2013)
A partir del 25 de octubre de 2008, Meyers presentó el segmento solo con Poehler todavía acreditada, pero sin aparecer. El 6 de diciembre de 2008, Poehler regresó, cuatro semanas después del nacimiento de su hijo, para hacer el segmento con Meyers, pero el 13 de diciembre de 2008, Weekend Update anunció a la audiencia que el programa era el último presentado por ambos.
Después de eso, Meyers continuó presentando en solitario. Los "Really!?!" se mantuvieron como broma de burla de celebridades (retitulado como "Really!?! with Seth") con varios presentadores e invitados, incluidos Tracy Morgan y Jerry Seinfeld en marzo de 2009 y Kermit the Frog en noviembre de 2011. En mayo de 2010, Poehler y Fey volvieron a presentar el segmento de manera especial.
Un chiste recurrente de esta época fue la interpretación de Bobby Moynihan de Snooki de Jersey Shore. Moynihan muestra cierta atracción por Meyers, quien se burla de la actitud general de los miembros del elenco de Jersey Shore, así como de los atributos personales de Snooki. Otro segmento popular fue el corresponsal municipal Stefon, interpretado por Bill Hader.
Durante su mandato, el gobernador de Nueva York, David Paterson (interpretado por Fred Armisen), aparecía a menudo como invitado en el segmento. En el episodio de estreno de la temporada 36 de SNL, el propio Paterson hizo una aparición especial en Weekend Update junto a Armisen. Amy Poehler, quien había regresado para presentar el episodio, fue copresentadora de manera especial como lo hacía tradicionalmente antes de su partida.
En el episodio del 17 de diciembre de 2011, presentado por Jimmy Fallon, varios ex presentadores regresaron para un "Weekend Update Joke-Off". Junto con Meyers, los presentadores incluyeron a Fallon, Poehler y Fey.
Entertainment Weekly confirmó que Amy Poehler aparecería en Saturday Night Live Weekend Update Thursday durante al menos dos transmisiones como copresentadora en el otoño de 2009. Para el tercer episodio de Weekend Update Thursday , Seth Meyers presentó en solitario. Después de cada episodio, los presentadores hablarían sobre Parks and Recreation. Lorne Michaels había declarado que habría seis episodios más de Weekend Update Thursday; sin embargo, los episodios de la primavera de 2010 fueron descartados.
Poehler regresó en los episodios del 18 de febrero de 2012 y del 18 de mayo de 2013 para realizar "Really!?! with Seth and Amy". En ambos casos, Meyers le preguntó si le gustaría volver a ser copresentadora con él durante el resto de ese segmento; apenas pudo terminar de preguntar antes de que ella aceptara.

#### Seth Meyers y Cecily Strong (2013-2014)
El 12 de mayo de 2013, NBC anunció que Seth Meyers se convertiría en el nuevo presentador de Late Night en 2014, sucediendo a Jimmy Fallon, quien asumiría el cargo de nuevo presentador de The Tonight Show. En septiembre de 2013, Lorne Michaels confirmó que Meyers, quien permanecería en SNL durante al menos la primera mitad de la temporada 39 del programa, sería acompañado por Cecily Strong, comenzando con el estreno de la temporada del programa el 28 de septiembre de 2013. Strong, quien se unió a SNL la temporada anterior y había sido ascendida  al elenco principal para su segunda temporada, no era ajena al segmento, visitando como su personaje recurrente " La chica que desearías no tener una conversación en una fiesta ". Michaels, quien también produce Late Night, insinuó que Meyers podría aparecer como copresentador de Weekend Update, y señaló que Late Night de Meyers no se grabará los viernes por la noche.  Meyers y Strong cierran la sesión con "¡Para 'Weekend Update', soy Seth Meyers!" "Y yo soy Cecily Strong, ¡buenas noches!" antes de chocar el puño o lanzar besos al público.
El 1 de febrero de 2014, Meyers realizó su último episodio de SNL y Strong, Poehler, Hader en el personaje de Stefon, Andy Samberg y Armisen como el gobernador Paterson se unieron para su despedida.

#### Cecily Strong y Colin Jost (2014)
El 23 de enero de 2014, se anunció que, a partir del 1 de marzo de 2014, el escritor de SNL Colin Jost reemplazaría a Meyers como copresentador del segmento. Jost hizo su debut como copresentador como estaba previsto en el episodio del 1 de marzo, presentado por Jim Parsons.   Mientras duró este mandato, Strong permaneció en el lado derecho mientras Jost fue hacia la izquierda. Strong abrió cada transmisión excepto el episodio del 3 de mayo de 2014 presentado por Andrew Garfield, cuando Jost abrió.

#### Colin Jost y Michael Che (2014-presente)
El 11 de septiembre de 2014, se anunció que el comediante y escritor del programa Michael Che reemplazaría a Cecily Strong como la nueva presentadora del segmento. Su primer episodio fue el estreno de la temporada 40, presentado por Chris Pratt.  La pareja de Che con Colin Jost es la primera en la que ambos presentadores son hombres. Che también es el primer presentador afroamericano. A partir de la temporada 2021-22, Jost y Che son los presentadores con más antigüedad en la historia del programa, con Jost convirtiéndose en el presentador con más antigüedad el 23 de octubre de 2021,  y Che subiendo al segundo lugar el 29 de enero de 2022. 
Che inicio el segmento en su episodio debut. A partir del episodio del 4 de octubre de 2014 presentado por Sarah Silverman, cada presentador cuenta al menos un chiste extenso por segmento.
Hasta ahora, esta era presenta muchas apariciones de miembros del elenco que interpretan alguna versión de ellos mismos, en particular Pete Davidson y Leslie Jones. Kenan Thompson, miembro del elenco desde hace mucho tiempo, también ha desarrollado varios personajes e imitaciones nuevos, incluido Willie, el vecino ficticio de Michael Che. Thompson también ha imitado a la ex estrella de la MLB David Ortiz y LaVar Ball. Como Cecily Strong ya no presenta Weekend Update, repitió personajes como La chica con la que desearías no haber iniciado una conversación en una fiesta y Cathy Anne, una mujer con acento sureño que coquetea con Michael Che.
El 13 de octubre de 2018, Seth Meyers presentó el programa por primera vez desde que asumió la conducción de Late Night, y regresó a Weekend Update por primera vez desde que dejó el programa, en un segmento llamado "Really?!? With Seth, Colin, and Michael", una remembranza a "Really?!? With Seth and Amy". Esta vez, Meyers, Jost y Che hablan y bromean sobre la visita del rapero Kanye West (partidario de Trump) a la Casa Blanca.
A partir de la temporada 43, al final de cada programa navideño y final de temporada, Jost y Che intercambian y leen chistes que el otro había escrito el uno para el otro. La única excepción fue durante la temporada 47, cuando Jost estuvo ausente durante el episodio navideño; y no hicieron ningún intercambio de bromas durante el final de temporada. Tampoco hubo intercambio de bromas para el episodio navideño de la temporada 48. Después de dos años y medio, el intercambio de bromas regresó para el episodio navideño de la temporada 49, con un invitado especial del Che, una activista de derechos civiles sentada en el lado del escritorio de Jost. Más tarde se reveló que la invitada era una actriz que participaba en la broma de Che a Jost.
El 21 de octubre de 2020, durante uno de los sketches de Weekend Update hubo controversia en torno a la transfobia, Micheal Che hacía referencia al reverso de la ley "don't ask, don't tell" e hizo una broma llamándolo "don't ask, don't tuck". Esta broma no fue bien recibida entre los espectadores de SNL, dejándolos atónitos con el comentario. Los defensores de las personas transgénero actuaron rápidamente en diferentes plataformas de redes sociales al hablar sobre la obra y criticar su "insensibilidad". SNL nunca emitió una declaración oficial al respecto. 
Debido a problemas de COVID-19, el episodio del 18 de diciembre de 2021 se filmó sin audiencia y con un elenco y equipo limitados. Aún se realizó el segmento, pero Jost no era parte del elenco del episodio, ya que había dado positivo por COVID.  Tina Fey hizo una aparición sorpresa para reemplazar a Jost; Debido a la reducción de personal, el segmento se realizó en sillas colocadas en el escenario principal en lugar de en el escenario habitual de la sala de redacción.   

### Presentadores invitados
Varias personas que nunca han sido miembros del elenco de SNL aparecieron como presentadores invitados (o copresentadores) de Weekend Update. Casi todos estos sucesos tuvieron lugar en 1984, durante las temporadas 9 y 10, cuando se empleó una serie rotativa de presentadores invitados. Además, el actor Mark King (como "Dr. Jonathan Lear") hizo una única aparición como copresentador durante la temporada 6, en 1981.
- Edwin Newman (Tres apariciones: 25 de febrero, 12 de mayo y 3 de noviembre de 1984)
- Mark King (como "Dr. Jonathan Lear") (7 de marzo de 1981)
- Don Rickles (28 de enero de 1984)
- Robin Williams (11 de febrero de 1984)
- Michael Douglas (7 de abril de 1984)
- George McGovern (14 de abril de 1984)
- Bob Uecker (13 de octubre de 1984)
- Jesse Jackson (20 de octubre de 1984)
- George Carlin (10 de noviembre de 1984)
- Ed Asner (17 de noviembre de 1984)

## Controversias

### Norm MacDonald
En 1997, MacDonald, fue despedido de SNL por abordar temas tabú, incluido el muy controvertido juicio por asesinato de O.J. Simpson en 1994. El enfoque cómico de Macdonald sobre un tema delicado a menudo cruzaba líneas para algunos espectadores y ejecutivos de la cadena.  Don Ohlmeyer, expresidente de la división de la Costa Oeste de NBC, era un amigo cercano de Simpson y se ofendió mucho con los chistes de Macdonald, y finalmente lo despidió por su mal gusto en la comedia durante ese año. 
Macdonald era inmensamente popular entre el público, lo que generó dudas sobre su abrupta destitución. Estalló la controversia sobre la libertad cómica con respecto a temas delicados que resaltan la compleja dinámica entre la red y el talento.

### Leslie Jones
En mayo de 2014, Leslie Jones fue criticada por una serie de chistes sobre esclavos. Hizo una broma acerca de que Lupita Nyong’o, más conocida por su papel de Nakia enBlack Panther, fue nombrada la persona más bella de la revista People diciendo que durante los días de esclavitud ella misma habría sido la más buscada, haciendo comentarios sobre cómo la habrían emparejado con el mejor hombre de esa plantación y habría sido la elección número uno en el "reclutamiento de esclavos". En Twitter ella respondió defendiendo su broma y lo triste que estaba de tener que defenderse ante la comunidad negra.

### Michael Che
El 16 de diciembre de 2023, en el episodio anual de Navidad de Weekend Update, donde Che y Jost intercambian bromas, Che enfrentó una reacción violenta por sus “chistes racistas” dirigidos a Beyoncé, Coretta Scott King y Obama. El chiste específico que tenía que ver con la popular cantante Beyoncé fue escrito por Che para que Jost lo dijera, y el chiste implicaba que la estrella "se veía tan blanca" que Jost finalmente se sintió atraído por ella. 
Algunos lo criticaron por hacer una broma acerca de que Beyoncé tenía una tez más clara y cabello rubio para su gira, diciendo que se veía blanca. También hizo una broma en la que decía que Scarlett Johansson, la esposa de Jost, era mejor viuda negra que Coretta Scott King, burlándose del asesinato de Martin Luther King Jr. Por último, comparó al expresidente Barack Obama con un pájaro Dodo africano.
El 31 de enero de 2021, Che fue acusado de ser transfóbico por su broma sobre la orden ejecutiva de Joe Biden que revocó la prohibición de Trump de que las personas transgénero sirvieran en el ejército. Bromeó diciendo que Biden lo llamaba “no preguntes, no metas”, en referencia a la política de “no preguntes, no digas”, que prohibió a los homosexuales servir en el ejército de 1993 a 2010. Muchos activistas trans criticaron la broma y criticaron al Che por el comentario “insensible”.
Si bien Che ha tenido su parte de controversias, en una entrevista para CBS News el 15 de mayo de 2022, el Che explicó: "Creo que la controversia hace que la gente hable. Y creo que mientras la gente hable, no es tan malo".
Che ha recibido muchas reacciones negativas por sus chistes problemáticos y controvertidos, pero a menudo se le atribuye su brillantez y cómo ha podido alejarse ampliamente del pasado mucho más problemático y racista de SNL mientras le da nueva vida al programa de sketches cómicos como el primer comediante negro en ser el escritor principal del programa. 
Aunque la gente los critica por sus chistes controvertidos, muchas personas apoyan los chistes y a los presentadores/escritores mientras la controversia provoca que se inicien conversaciones.